# 费尔莫塞列
费尔莫塞列，是西班牙卡斯蒂利亚-莱昂萨莫拉省的一个市镇。 总面积68平方公里，总人口1615人（2001年），人口密度24人/平方公里。